# Józef Czaja
Józef Czaja (ur. 19 marca 1943 w Szkodnej, zm. 15 czerwca 2024 w Krakowie) – profesor Wydziału Geodezji Górniczej i Inżynierii Środowiska AGH w Krakowie, były dziekan tego wydziału.

## Życiorys
Był absolwentem Akademii Górniczo-Hutniczej im. Stanisława Staszica w Krakowie, w 1972 r. obronił pracę doktorską, w 1975 r. habilitował się. W 1985 r. uzyskał tytuł profesora nauk technicznych. Natomiast w 1992 r. tytuł profesora zwyczajnego.
Pracował w Państwowej Akademii Nauk Stosowanych im. ks. Bronisława Markiewicza w Jarosławiu i w Akademii Górniczo-Hutniczej im. Stanisława Staszica w Krakowie.
Został pochowany na Cmentarzu Salwatorskim w Krakowie. 

## Odznaczenia
- Medal Komisji Edukacji Narodowej[1]
- Złoty Krzyż Zasługi[1]
- Krzyż Kawalerski Orderu Odrodzenia Polski[1]